# Nemoria albilineata
Nemoria albilineata là một loài bướm đêm trong họ Geometridae.